# ソルツァ
ソルツァ（伊: Solza  ( 音声ファイル)）は、イタリア共和国ロンバルディア州ベルガモ県にある、人口約2,000人の基礎自治体（コムーネ）。

## 地理

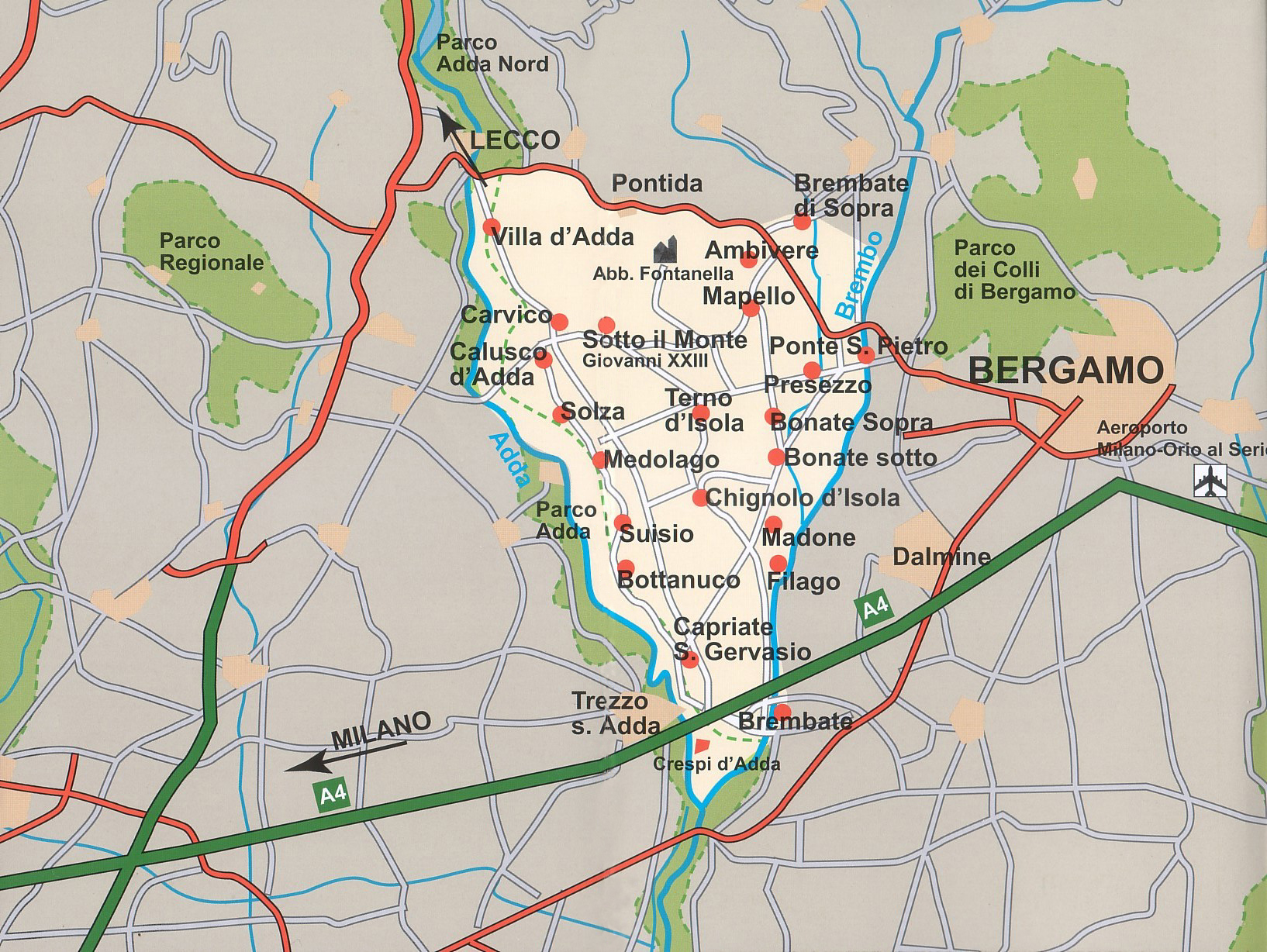
イーゾラ・ベルガマスカ

### 位置・広がり
ベルガモ県南西部、イーゾラ・ベルガマスカ地方のコムーネ。県都ベルガモから西へ15km、州都ミラノから北東へ33kmの距離にある。
| 隣接するコムーネは以下の通り。 - カルスコ・ダッダ - メドラーゴ |

### 地震分類
イタリアの地震リスク階級 (it) では、3 に分類される
。

## 歴史
1928年から1970年まで、ソルツァは隣接するメドラーゴと合併しており、リヴィエーラ・ダッダ (Riviera d'Adda) というコムーネを構成していた。

## 人物

### 著名な出身者
- バルトロメーオ・コッレオーニ - 15世紀の傭兵隊長（コンドッティエーレ）